# ダイエー (店舗ブランド)
ダイエー（英: daiei）は、株式会社ダイエーが展開する総合スーパー（略称:GMS）とスーパー・スーパーマーケット（略称:SSM）。2024年（令和6年）3月時点で「ダイエー」の屋号で運営する店舗は90店舗ある。
本項では実店舗に付随して展開しているネットスーパーについても記述する。

## 店舗

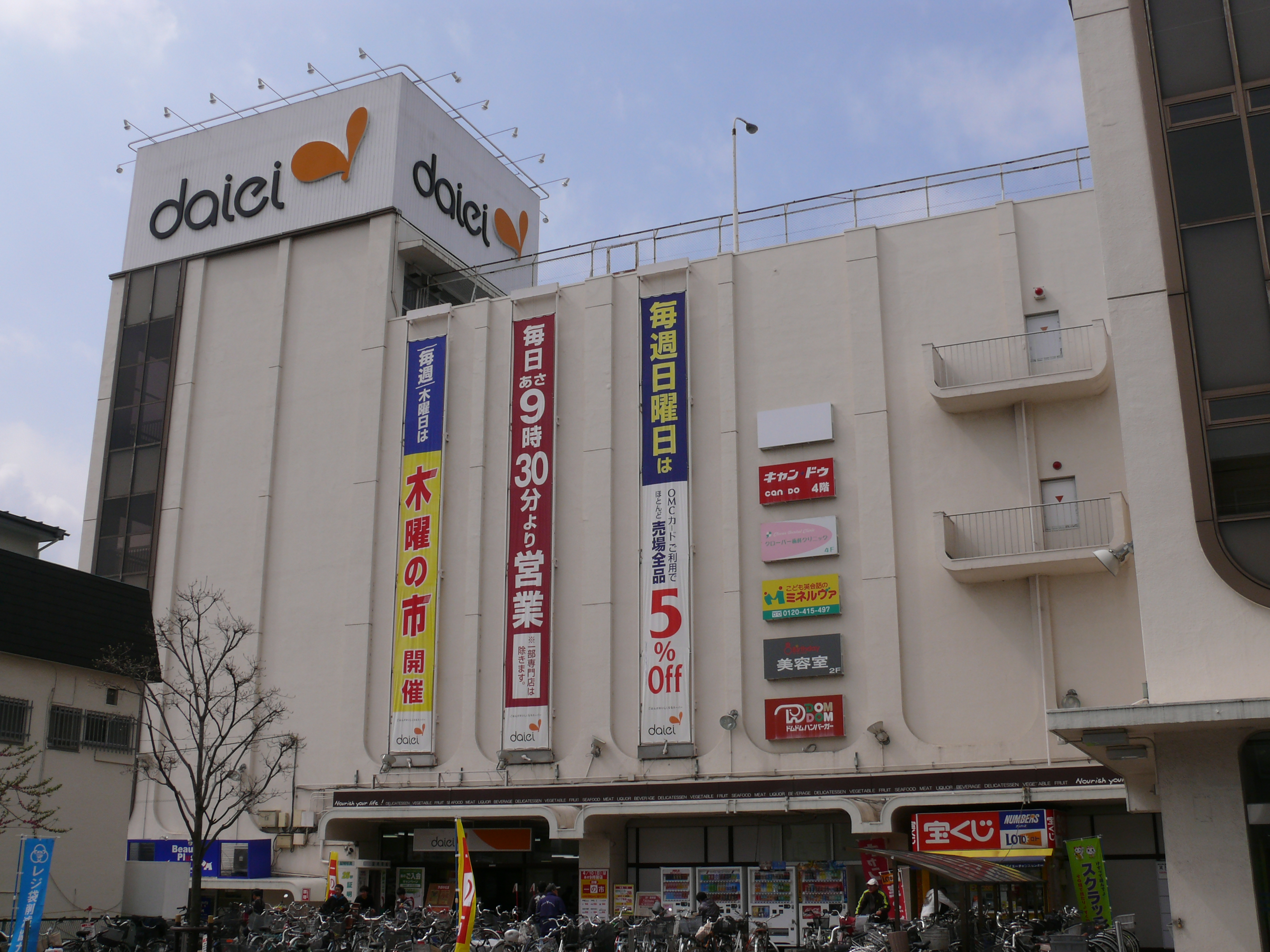
ダイエー上溝店（相模原市中央区） 総合スーパーの例
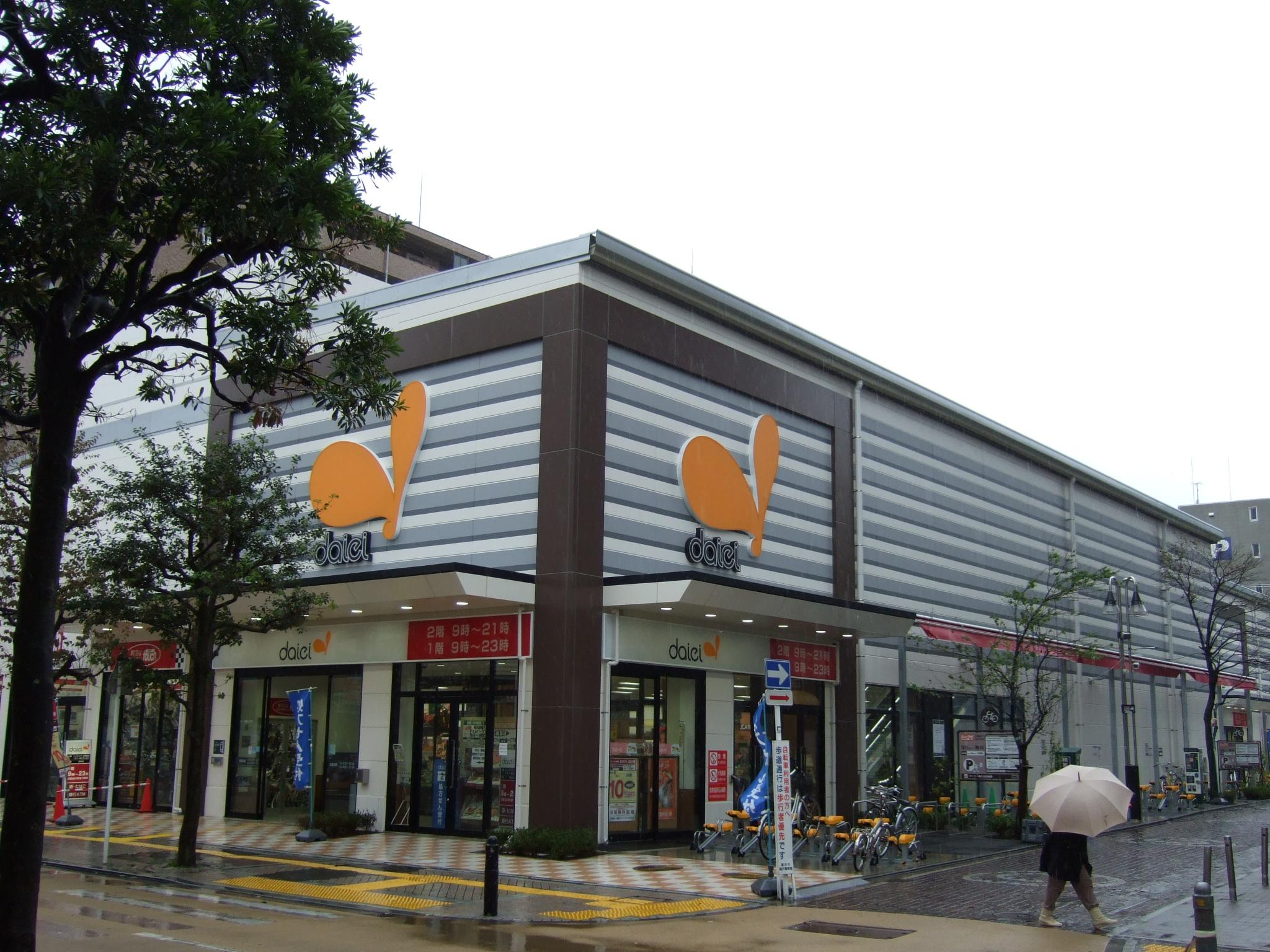
ダイエー藤沢店（神奈川県藤沢市） スーパー・スーパーマーケットの例
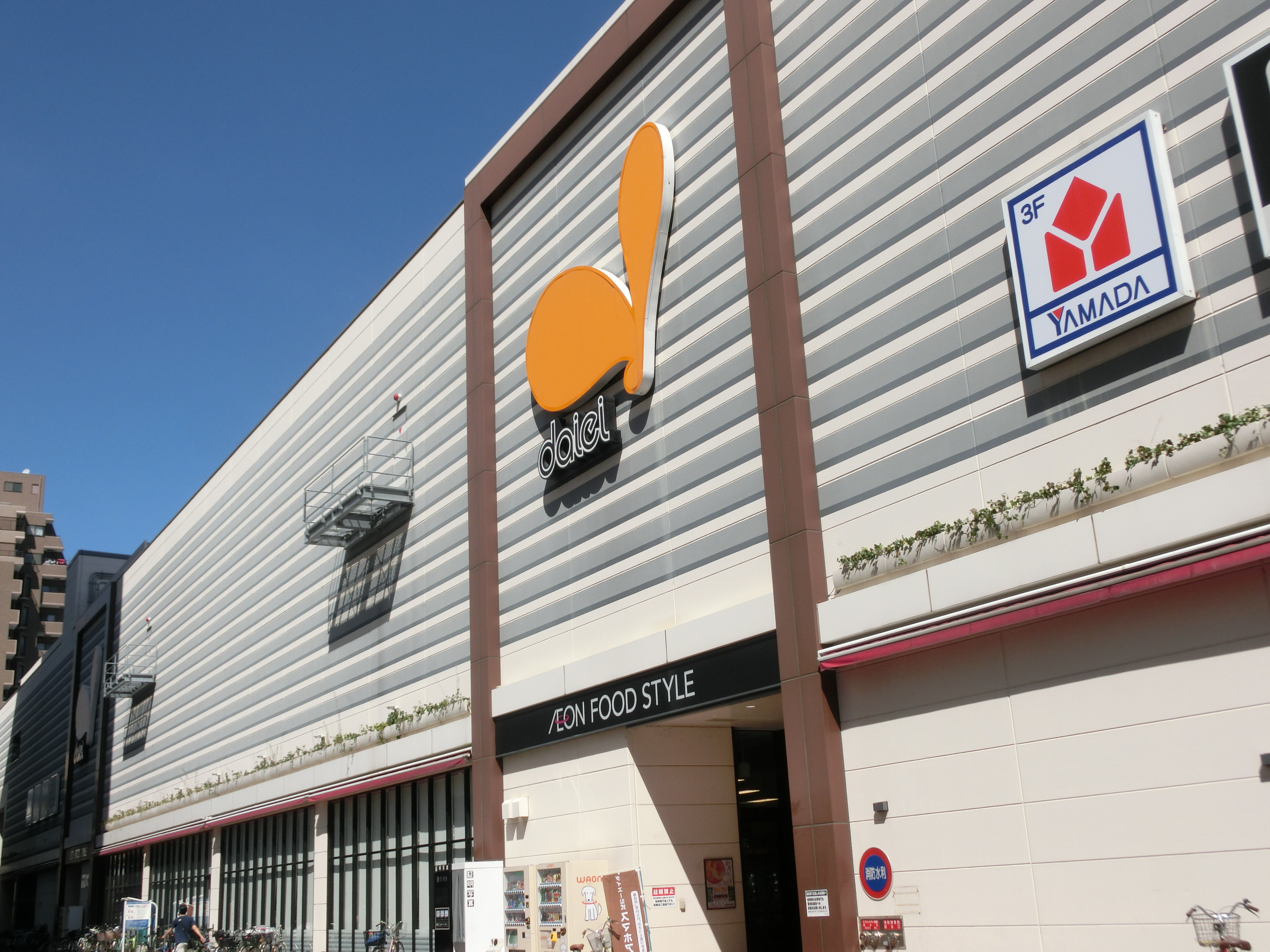
ダイエー赤羽店（東京都北区） スーパー・スーパーマーケット+大型店の例 ※2015年6月の改装により「フードスタイルストア」にも該当
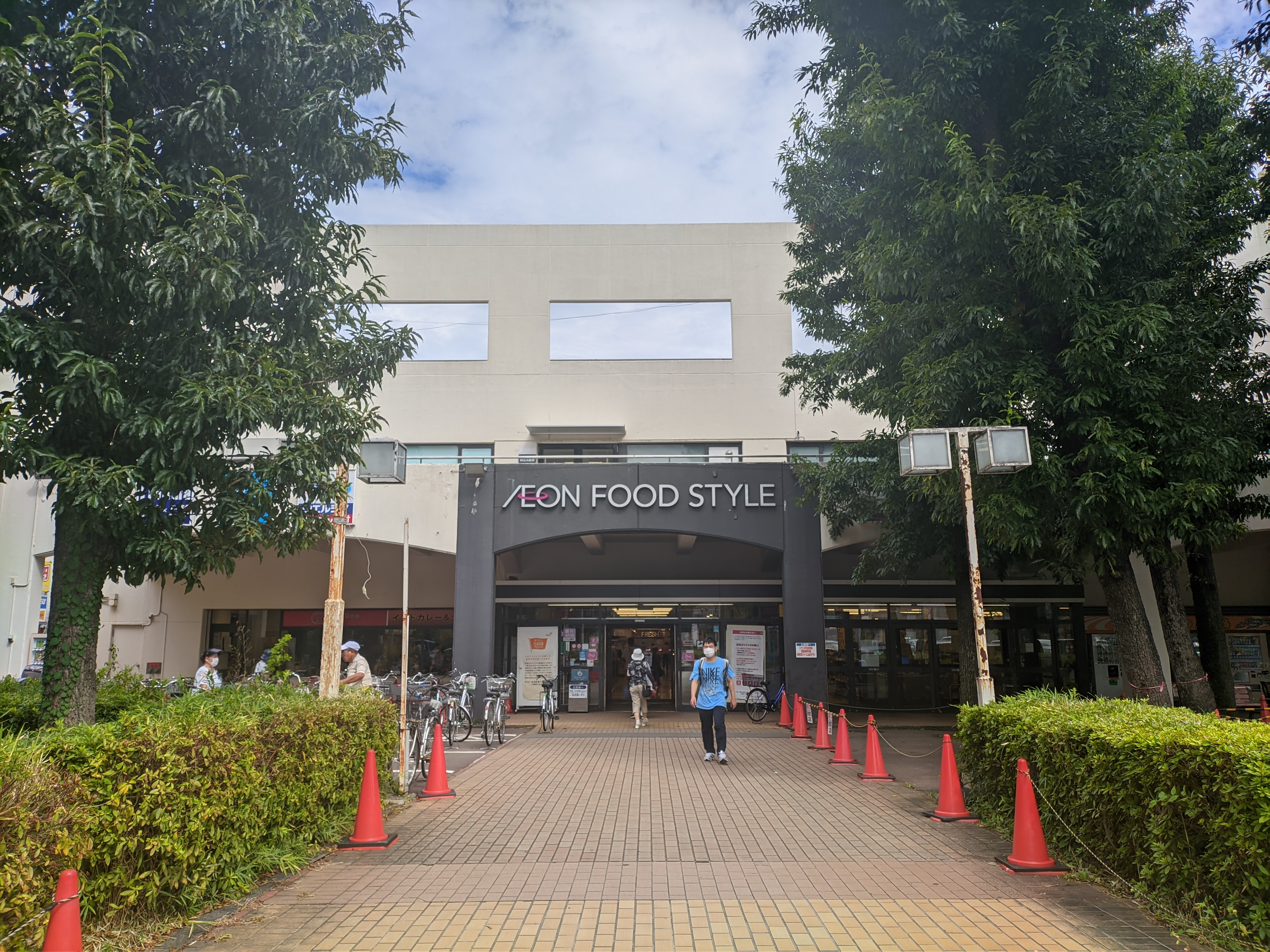
イオンフードスタイル小平店（東京都小平市） フードスタイルストアの例 ※旧ダイエー小平店

現在営業している店舗は以下の6つの業態に分かれる。
総合スーパー
従来のダイエーの主力ブランド。運営会社は、かつて多数存在したが経営の効率化により吸収や統合を繰り返し、現在はダイエー自ら運営している。
南関東地盤の忠実屋や九州地盤のユニードを吸収合併したことでダイエーになり、一時期は直営店舗数が400店に届こうかというところまで伸長したことがあるが、バブル経済崩壊後は店舗整理の為、多くの店舗が撤退に追い込まれた。また、食品関連以外で採算が合わなくなった店舗についてはグルメシティに業態転換されるか閉鎖されている。
食品以外にも家具や家電製品を取り扱っていたが、1990年以降から順次撤退した。うち家電製品についてはベスト電器などの家電量販店をテナントとして誘致した。疲弊したGMS店舗に息を吹き返させるべく、「カテゴリーバリューセンター」として専門店集積型に改装した店舗もあったが続かず、中止となっている。
日本全国に展開されていた店舗も、2016年3月以降は、南関東（埼玉県・千葉県・東京都・神奈川県）と京阪神（京都府・大阪府・兵庫県）の7都府県での展開となっている。
2010年度の中期経営計画（Brilliant Daiei55計画）で主力であるGMSからの撤退が決定し、今後、老朽化が激しい既存GMS店舗は建て替えた上でSSM店舗に業態転換するが採算が取れ、且つ建物にも支障がない場合は専門店込みの大型店として区分けされる。
イオンの完全子会社後は大型GMS店舗の大半をイオンの関連会社（イオン北海道・イオンリテールストア・イオンストア九州等）に継承し、2016年3月までにイオンに順次転換、ダイエーが引き続き運営する店舗についても後述の「イオンフードスタイル」やSSM+専門店形態などに業態転換されているため、「ダイエー」名義の大型GMS店舗は大幅に減少した。
2025年3月1日に大宮店とおおとり店の2店舗をイオンリテールへ承継。同年10月1日付でいちかわコルトンプラザ店もイオンリテールへ承継される予定である。
スーパー・スーパーマーケット
2011年に登場した2010年度の中期経営計画（Brilliant Daiei55計画）でGMSから撤退を決めたダイエーのGMS業態転換ブランド。
食品を始め、衣類などの生活必需品を取り揃えている。2011年10月8日には転換1号店の藤沢店が開業している。
スーパー・スーパーマーケット+大型店
2012年に登場した2010年度の中期経営計画（Brilliant Daiei55計画）でGMSから撤退を決めたダイエーのGMS業態転換ブランド。
いわゆるGMSの後継業態で、採算が取れる店舗は、順次、この業態に転換している。2012年3月1日には転換1号店の赤羽店が開業している。
フードスタイルストア
イオンの完全子会社化に伴い2015年に登場した新業態で、食品関連の品目に特化している。主に600坪以上の大型店が対象。2015年以降はこちらを主力業態として展開している。
2015年6月20日に上記の赤羽店が関東地区1号店として、同年8月27日には神戸三宮店が京阪神地区1号店として、それぞれリニューアルオープンした。新規開業店舗は2016年11月26日にオープンした市川大和田店が初。
なお、2018年4月21日にオープンした東向日店からは「ダイエー」を冠さない「イオンフードスタイル」での出店となっており、「ダイエー」として営業していた小平店、港南台店、神戸学園店、三ツ境店、新松戸店は改装に伴い、順次「イオンフードスタイル」へ屋号変更されている。ただし、2021年3月27日にオープンした茨木太田店以降は屋号を「イオンフードスタイル」としながらも再びダイエーロゴが併用されている。また、八王子店のように旧ダイエー店舗の跡地に再出店した店舗もある。
2025年4月時点で「イオンフードスタイル」・「ダイエー」合わせて9都府県・57店舗がこの業態で展開しており、2017年6月24日に和歌山県のグルメシティ田辺SC店をリニューアルした田辺SC店、8月11日に滋賀県への再出店店舗として開業した瀬田店も含まれている。
スーパーマーケット
通常の食品スーパーマーケット業態で、郊外型の店舗も含まれる。
2019年3月1日に株式会社山陽マルナカ（現・株式会社フジ）から運営を継承し、2021年12月1日に「ダイエー」へ屋号変更を行った旧「マルナカ」店舗が該当する。
2025年4月時点で大阪府・兵庫県・奈良県に11店舗展開しており、中でも富雄南店は奈良県では上記の富雄店以来となる「ダイエー」店舗となった。
2025年3月1日に東大阪店、同年4月1日に西宮店が順次イオンリテールへ承継された。
都市型スーパーマーケット
イオンの完全子会社化の前後に、「グルメシティ」を転換する形で増加している食品中心の小型店舗。店舗面積は主に300坪以下。
店舗名義は「ダイエー」または「イオンフードスタイル」が使用されている（使い分けについては先述）。フードスタイル業態と同様、相模原店のように旧ダイエー店舗の跡地に再出店した店舗も存在する。
- ダイエー上溝店（相模原市中央区）
総合スーパーの例
- ダイエー藤沢店（神奈川県藤沢市）
スーパー・スーパーマーケットの例
- ダイエー赤羽店（東京都北区）
スーパー・スーパーマーケット+大型店の例
※2015年6月の改装により「フードスタイルストア」にも該当
- イオンフードスタイル小平店（東京都小平市）
フードスタイルストアの例
※旧ダイエー小平店

### ネットスーパー
2008年9月からダイエー東大島店から導入が開始され、各店舗から自宅へ配送する施設サービスである。2020年9月時点で23店舗が実施されている。また、一部店舗では店頭受け取り便の設定が1日あたり2～3便あり、店舗によってはサービスカウンターでの店舗受け取りのほか、指定箇所に車を止めてのドライブスルー受け取りも実施している。

## かつての店舗

### スーパーマーケット
かつて、ダイエーを名乗って展開していたスーパーマーケットブランド。GMSとの見分けが付かず、ミニGMSの状態となっていた反省から1998年より順次、店舗名を「グルメシティ」に業態転換していった。
その後は、「グルメシティ」という名称の一層の周知を目的に、元々存在していた地域フランチャイズの合併により、グルメシティ北海道、グルメシティ関東、グルメシティ近畿、グルメシティ九州の地域子会社4社を設立し、ダイエー直営店舗と合わせて5社で運営が行われていたが、グルメシティ北海道とグルメシティ九州運営店舗は2009年4月にダイエーへの吸収により直営店舗化、グルメシティ関東とグルメシティ近畿運営の店舗も2015年3月にダイエーへ吸収合併されたことで、現在営業している「グルメシティ」全店舗をダイエーが運営している。
なお、2014年以降、グルメシティを転換する形で再びスーパーマーケット業態の「ダイエー」が増えてきている。また、前述の店舗網再編に伴って、北海道地区はマックスバリュ北海道へ、九州地区はマックスバリュ九州へそれぞれ移管され、「マックスバリュ」や「ザ・ビッグ」へ屋号変更或いは業態転換されているほか、一部店舗は閉店後、グループ会社のビッグ・エーへ運営移管して小型ディスカウントストアの「Big-A」へ業態転換されている。2019年3月1日に山陽マルナカから継承し、2021年12月1日に「マルナカ」から屋号変更した店舗もこの業態に該当している。

### ディスカウントストア
「トポス」「D-MART｣ 「Big-A」などに代表される、単品大量陳列による販売費の抑制を主眼に置いた店舗。「トポス」は、築年数がたち、大幅な改装をしても費用対効果が得られにくい店舗や、単に売上が減った店舗、駐車場などの付帯設備に乏しい店舗を中心に、当時のダイエーから業態変換されて登場。「D-MART」はコンセプト的にはトポス志向ではあるが、郊外立地／大規模店で多く見られた。また、後に登場する「ハイパーマート」に繋がる実験的な要素も持っていた。しかしダイエーの衰退に伴い、更に老朽化した店舗に客が寄り付かなくなり、安さだけで押し切ろうとした施策はことごとく失敗。2016年11月14日の「トポス」北千住閉店に伴い、完全に姿を消した。

### ハイパーマート
モータリゼーションの進行に伴う、車社会への対応と、これまでのディスカウント手法をさらに一歩進めた業態。すべて郊外立地で、工場の跡地など、敷地面積の取れる物件に2階建て程度の建物、大規模な駐車場など、完全に車での来店客を意識したつくりにこだわった。店内では、オートスロープ対応の大型ショッピングカートを使い、欧米の精算現場で見られるような、ベルトコンベアーに商品を載せていく、これまでの概念を大きく打ち破った業態として注目を浴びた。平日と土・日・祝日との売上げ実績の乖離が激しいこともあり、もてあまし気味の店舗も多く出て、てこ入れを余儀なくされた。一部の店舗はGMS型店舗に転換してダイエーとなったが、それらの店舗もダイエーとしては残存していない。ただしダイエーとなったのち、イオングループの他企業に継承され「イオン」に転換している店舗は存在しており、2025年3月時点で3店舗（滝川店・上磯店・西岡店）がイオンとして営業している。

### ホールセールクラブ
年間会員費を支払えば、店内の激安価格の商品が買えるシステムをとり、食料品のみならず、ブランド品／当時高値であったパソコンなども市価より安く売り出していた。店名は創業者である中内の名前「功」(本来の漢字は力の部分が「刀」)の音読み「こう」からとって「Kou's｣とした。一号店は、当時出来たばかりの「ハーバーランド」(神戸市)に置き、顔写真つきの会員証でチェック／入出場完全ワンウェイなど、異質な店舗運営が特徴だった。神戸を皮切りに大阪南港／厚木／品川と多店舗化にも成功したが、ダイエーの業績が斜陽化した影響もあり、すべて閉鎖されている。